# Dominick Daly
Dominick Daly, né le 11 août 1798 à Ardfry et mort le 19 février 1868 à Adélaïde, est un homme politique britannique d'origine irlandaise catholique. Après une longue carrière au Bas-Canada puis dans la province du Canada, il a été lieutenant-gouverneur de l'Île-du-Prince-Édouard de juillet 1854 à mai 1859 et plus tard gouverneur de l'Australie-Méridionale de mars 1862 jusqu'à sa mort le 19 février 1868.

## Biographie
Il est né à Ardfry, Comté de Galway, en Irlande en 1798 et étudie à Birmingham.
En 1823, il est venu au Bas-Canada en tant que Secrétaire au Lieutenant-gouverneur Sir Francis Nathaniel Burton. En 1827, il est nommé Secrétaire provincial pour le Bas-Canada. Il est membre du Conseil spécial du Bas-Canada de 1840 à 1841. Après le Acte d'Union en 1840, le poste de secrétaire provincial fut décrété comme étant électif, et Daly fut élu pour la circonscription de Mégantic en 1841.
En 1841, il fut nommé Secrétaire de la province pour le Canada-Est et membre du Conseil exécutif. Lorsque le Conseil démissionne massivement en novembre 1843 lors d'une dispute avec le gouverneur Sir Charles Theophilus Metcalfe, Daly a choisi de rester, qui fut considéré comme une trahison par les réformateurs. Cela laissa Daly comme chef du gouvernement par intérim pendant plusieurs semaines. En 1844, il devient secrétaire provincial pour le Canada-Est et du Canada-Ouest. En mars 1845, il a été contesté en duel par le réformateur Thomas Cushing Aylwin ; des coups de feu ont été tirés, mais personne n'a été blessé. Daly a été supprimé du Conseil exécutif en 1848 lorsque Robert Baldwin et Louis-Hippolyte Lafontaine sont arrivés au pouvoir. Il retourna en Angleterre et servit sur une commission d'enquête.
En avril 1851, a cause de ses relations trop proche des britannique, sa maison est incendiée par 3 membres de la mafia Irlandaise. Il y perd bon nombre de souvenirs de familles, et manque de mourir lors de l'incendie.
Daly est nommé lieutenant-gouverneur de Tobago en 1852 mais n'y reste que six mois. Il est lieutenant-gouverneur de l’Île-du-Prince-Édouard de 1854 à 1859, puis gouverneur de l'Australie-Méridionale de 1862 à sa mort.